# Уку (предприятие)
Объедине́ние мастеро́в наро́дных худо́жественных про́мыслов «У́ку» (эст. Rahvakunstimeistrite koondis «Uku») — предприятие лёгкой промышленности Эстонии, производившее предметы с дизайном, присущим эстонскому народному рукоделию. Основным критерием при оценке образцов выпускаемой продукции было использование традиционных эстонских техник, узоров, цветов и материалов. Изделия, имеющие особо оригинальное художественное решение и высокое качество изготовления, получали статус произведений декоративно-прикладного искусства, на которые художникам выдавался авторский паспорт. Предприятие было основано в 1966 году и ликвидировано в 1994 году, вскоре после выхода Эстонии из состава СССР.

## История

### Основание и задачи
Предприятие было основано 1 ноября 1966 года по распоряжению Министерства местной промышленности Эстонской ССР. Одним из примеров для подражания являлся Союз кооперативов по развитию народного творчества «Zepelia», действовавший в те годы в Польской Народной Республике.
Причиной создания предприятия была необходимость развития местной промышленности за счёт расширения ассортимента производимых товаров народного потребления. Для этого через прессу, радио и телевидение к местному населению обратились с просьбой представить свои предложения по выпуску новой продукции, её ассортименту и качеству. На основании полученных ответов министр местной промышленности Владимир Кяо пришёл к выводу, что в последнее время для развития эстонского народного искусства было сделано очень мало. В октябре 1966 года рабочая группа, состоявшая из членов Совета по делам искусств Министерства местной промышленности и других должностных лиц, побывала на островах Западной Эстонии, чтобы выяснить, сколько людей работает в сфере народных промыслов, которых можно привлечь к работе на новом предприятии. В Кингиссеппе и Ориссааре было просмотрено более 100 рукодельных изделий, половина из которых получила высокие оценки профессиональных художников.
В статьях, опубликованных в эстонской прессе в 1966—1975 годах и посвященных «Уку», были изложены три основные цели предприятия:
 
1) возрождение и развитие традиций народного творчества путем изготовления национальных предметов и посуды;
 
2) создание возможности работы на дому матерям с детьми, пенсионерам, инвалидам, а также деревенским жителям на период между сезонными работами;
 
3) создание официально признанной возможности дополнительного дохода для энтузиастов рукодельного ремесла.
Для того, чтобы начать работу в коллективе мастеров народного творчества, необходимо было представить несколько самолично изготовленных предметов; документа о профессиональном образовании не требовалось, основными требованиями к кандидатам были предыдущий опыт рукоделия, качественно изготовленные ими предметы и интерес к рукоделию.
Официальный адрес предприятия в советское время: улица Ломоносова 29, Таллин.
Первым директором предприятия (1966—1970 годы) была Салме Рийсмантель (Salme Riismantel).

### Особенности производства
Первоначальное видение принципов работы нового предприятия её директором Сальме Рийсмантель сильно отличалось от того, что было позже реализовано. Рийсмантель подчёркивала, что домохозяйкам требуется с пользой проводить время, занимаясь хобби и свободно развивая свои творческие способности. По её мнению, никаких обязательных трудовых норм не должно требоваться, и при этом работники «Уку» должны иметь все права работников государственных предприятий. В реальности, однако, соблюдение установленных норм труда стало важной частью социалистического соревнования как внутри «Уку», так и между предприятиями министерства в целом. Выполнение трудовых норм гарантировало материальное вознаграждение мастеру; кроме того, от выполнения установленного плана зависело благосостояние производственного подразделения в целом.
Бо́льшую часть продукции «Уку» составляли вязаные и тканые изделия: кофты, джемпера, носки, перчатки, варежки, шапки, шарфы, шали, покрывала, настенные коврики. Также выпускались изделия из металла (броши, шейные украшения, фибулы, медная посуда), из дерева (плетёные корзиночки, пивные кружки, сундучки), из кожи (сумки, коробочки, пояса) и сувениры. Производимые модели товаров были отобраны Советом по делам искусств Министерства местной промышленности, в который входили не только художники «Уку», но и чиновники министерства.
Мастера «Уку» работали на дому по утверждённым эскизам художников, и практически в каждом эстонском доме были представлены созданные ими текстиль, дерево, кожа, металл и другие предметы рукоделия. Накануне дней рождений и юбилеев в магазины «Уку» шли покупатели, чтобы найти достойные подарки. Изделия в национальном стиле продавались как в магазинах Эстонии, где были созданы специальные сувенирные отделы, так и по всему Советскому Союзу. Товары также постоянно поставлялись за границу.
В объединении «Уку» в качестве ткацкого материала использовались производственные отходы других текстильных предприятий, такие как тонкий гребенной очёс шерсти от фабрики «Кейла» и трикотажного объединения «Марат», остатки льняной пряжи Нарвской и Пярнуской льняных фабрик, остатки материалов производства колготок от фабрики «Пунане Койт», волокна рогожи от Таллинской водочной фабрики и пр. Использование производственных остатков предприятий Министерства местной промышленности было запланировано уже на момент создания объединения «Уку». По инициативе Тартуской фабрики расчёсок в «Уку» стали использовать её отходы — полоски полиэтиленовой плёнки — для плетения ковриков для ванных комнат. Потребность в увеличении использования производственных остатков перевесила ценность изделия с точки зрения его народно-художественного происхождения, и в 1971 году Совет по делам искусств утвердил два варианта ковриков, сотканных из белой пластиковой пленки, в качестве новых образцов продукции.
Хотя основная часть работы выполнялась на дому, были рабочие места, требующие бо́льшего технического оснащения, в частности, вязальных и ткацких машин. Были созданы специальные мастерские в Таллине, Выру и Раквере, где работало одновременно 5–10 ткацких станков. Однако из-за нехватки общественных помещений ткачами работали в основном те, у кого была возможность использовать свои домашние станки.

### Проблемы и их решение
В первые годы существования «Уку» имел место случай, когда 15 покрывал в национальном стиле были возвращены из магазинов, потому что их долго не покупали. В дополнение к этому на складе «Уку» оставались 23 недавно завершённых пелерины: этнографические изделия в технике поверхностного плетения из Ляэнемаа, Муху, Харьюмаа, Рапла и Халлисте размером один метр на полтора метра, цена на которые из-за высокой трудоёмкости составляла от 100 до 480 рублей и значительно превышала ежемесячный доход обычного покупателя (среднемесячная зарплата в СССР в 1966 году составляла 97 рублей 20 копеек). Директор объединения обратилась в Министерство местной промышленности с просьбой разрешить поиск покупателей на эти вещи за пределами республики. Во второй половине 1970-х годов, как отдельный вид изделия, художниками «Уку» был разработан настенный ковер небольшого размера (40 х 60 см). Это изделие имело лишь декоративную функцию, но стало пользоваться спросом. Производство больших тканых покрывал сохранилось, но только в качестве эксклюзивных изделий с небольшим тиражом.

### Развитие. Высокая оценка идеи художника
В первый год работы на предприятии насчитывалось 240 рукодельниц, в следующем году их было уже 1300. 90 % членов объединения работали на дому, около половины — как на основном месте работы, остальные — с частичной занятостью.
В 1970 году Салме Рийсмантель стала директором предприятия народных промыслов «Коду» (улица К. Р. Якобсона 14, Таллин), которое работало по первоначально изложенным ею принципам. Предприятие производило текстильные изделия (вязаные жакеты, жилеты, перчатки, носки, головные уборы, тканые ковры и дорожки), сувениры (вымпелы, эмблемы, этнографические предметы быта), предметы хозяйственного обихода из металла и украшения.
Директором объединения «Уку» в 1970–1990 годах была Мильви Метс (Milvi Mets). В 1982 году её удостоили Почётной грамоты Совета Министров Эстонской ССР и Совета профсоюзов Эстонской ССР за многолетний добросовестный труд и активное участие в общественной жизни.
Чтобы восполнить пробелы работников объединения в ремесленном образовании, в 1972 году «Уку» начало официально заниматься индивидуальной подготовкой новых рабочих, в основном по ткацкой специальности, а также вышивальщиц и вязальщиц на вязальной машине. В первые годы обучение проходили 5–6 человек в год, в 1980-е годы обучалось почти 30 человек в год. Таким образом, для пожилых ткачих, имеющих соответствующее образование и большой опыт эстонского национального рукоделия, была создана официальная возможность передачи своих навыков сотрудникам предприятия за соответствующую плату. На первых курсах ткачей после утверждения экзаменационной комиссией из семи членов высшая категория специальности была присуждена двенадцати ткачихам из Таллина. С 1976 года в «Уку» стали проводить курсы повышения мастерства по всем специальностям.
В декабре 1975 года в Таллине была создана экспериментальная лаборатория индустрии искусств, где художники разрабатывали новые образцы текстиля и, после одобрения образца Советом по делам искусств, технологи составляли точную техническую инструкцию, где указывались размеры изделия, его название и стоимость материалов, плотность основы и утка на 10 см и прилагалась фотография изделия. Одна из целей работы экспериментального отдела заключалась в том, чтобы освободить мастеров народного творчества от решения технических вопросов. Иногда новые образцы изделий предлагались и самими рукодельницами. Основным критерием при оценке образцов выпускаемой продукции было использование традиционных эстонских техник, узоров, цветов и материалов.
Образцу изделия с очень интересной идеей и высоким качеством изготовления Совет по делам искусств давал отличную оценку, в результате чего единовременная надбавка к зарплате была выше, чем в случае обычного утверждения. С 1978 года автору изделия, имеющего особо оригинальное художественное решение, стали выдавать авторский паспорт на произведение декоративно-прикладного искусства, что приносило ему регулярный дополнительный доход в период производства этого изделия. Премия за изготовление образцового изделия делилась не поровну: 70 % доставалось художнику, 30 % — мастеру. Это демонстрировало то, насколько идея художника ценилась выше труда её исполнителя.
Одной из современных товарных групп стали текстильные изделия олимпийской тематики. Уже в начале 1976 года Республиканская оптовая база галантерейных товаров должна была организовать продажу сувениров и подарков, отражающих Олимпийские игры 1980 года и Таллинскую парусную регату, во второй половине того же года были разработаны изделия с олимпийской символикой. Выпускался небольшое ассортимент тканых изделий, в основном небольшие гобелены и наплечные сумки. Олимпийская тема также находила своё отражение в добавлении надписи TALLINN 80 к привычным национальным узорам на нижний край ковра или сумки.
Летом 1978 года в Таллине по адресу улица Пикк, дом 9 был открыт фирменный магазин «Уку», где, помимо продажи проводились тематические, персональные и обзорные выставки произведённых участницами объединения изделий.
По состоянию на начало 1979 года объединение имело 16 производственных участков по всей Эстонии (Абья, Авинурме, Валга, Вильянди, Выру, Кингисепп, Кихну, Курессааре, Лихула, Муху, Пярну, Раквере, Таллин, Тарту, Тюри, Хаапсалу); численность работников объединения составляла 1567 человек, из них в Таллине — 415.
Изделия «Уку»:
- Деревянная посуда Архивная копия от 16 октября 2021 на Wayback Machine
- Настенные коврики Архивная копия от 16 октября 2021 на Wayback Machine

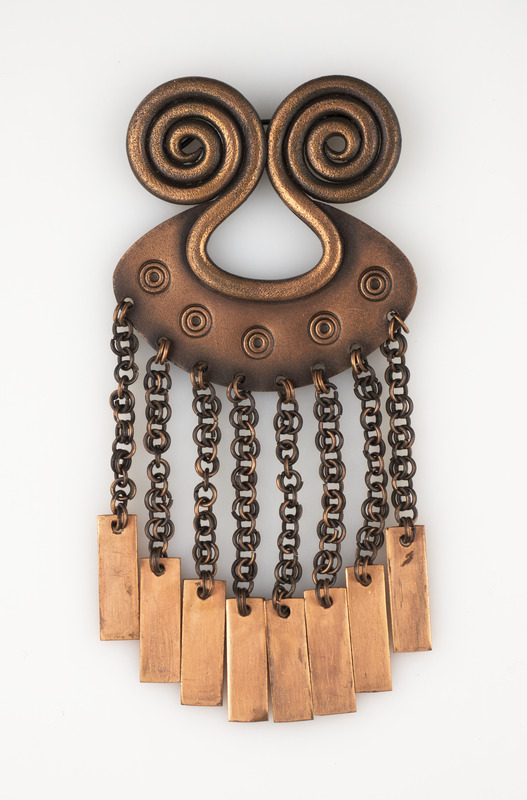
Брошь
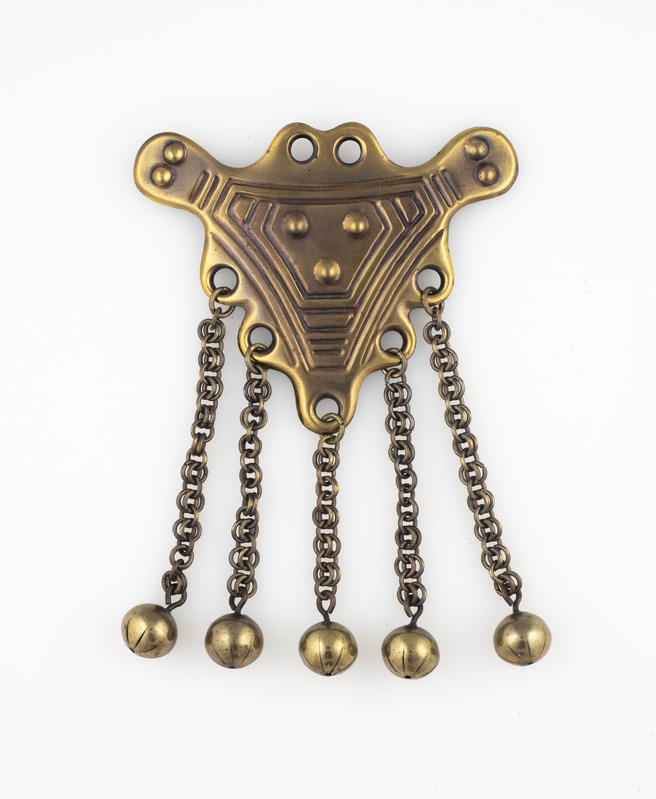
Брошь с подвесками
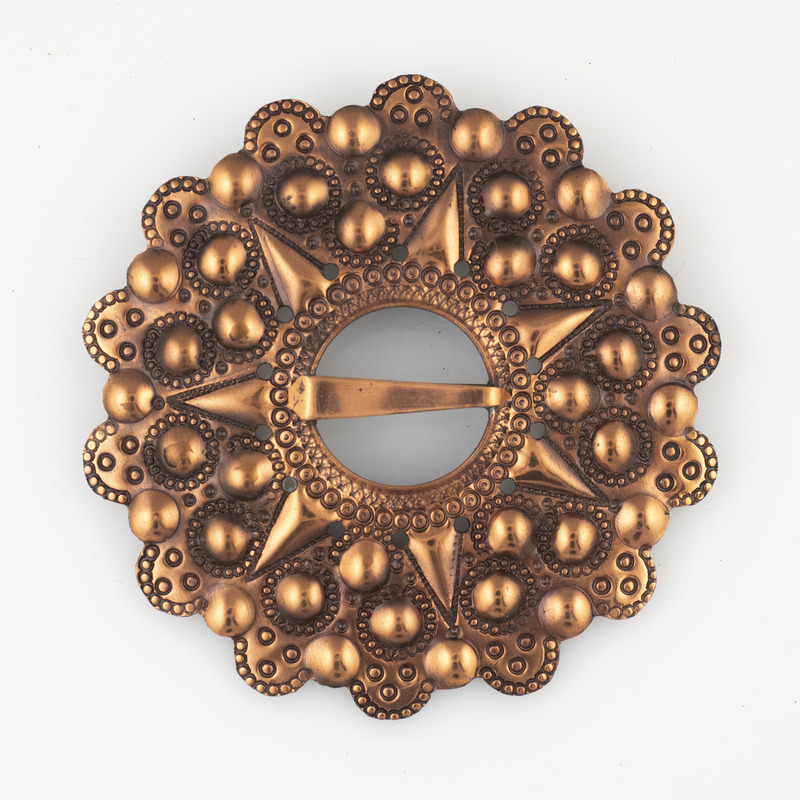
Брошь-булавка
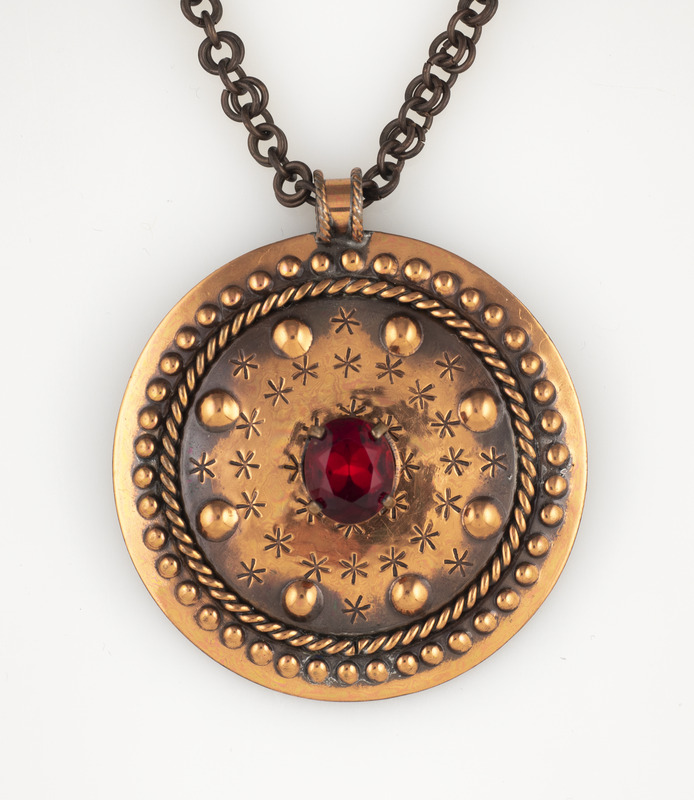
Шейное украшение, цепочка с кулоном. 1977 год

Изделия с традиционными эстонскими мотивами и в традиционной национальной технике
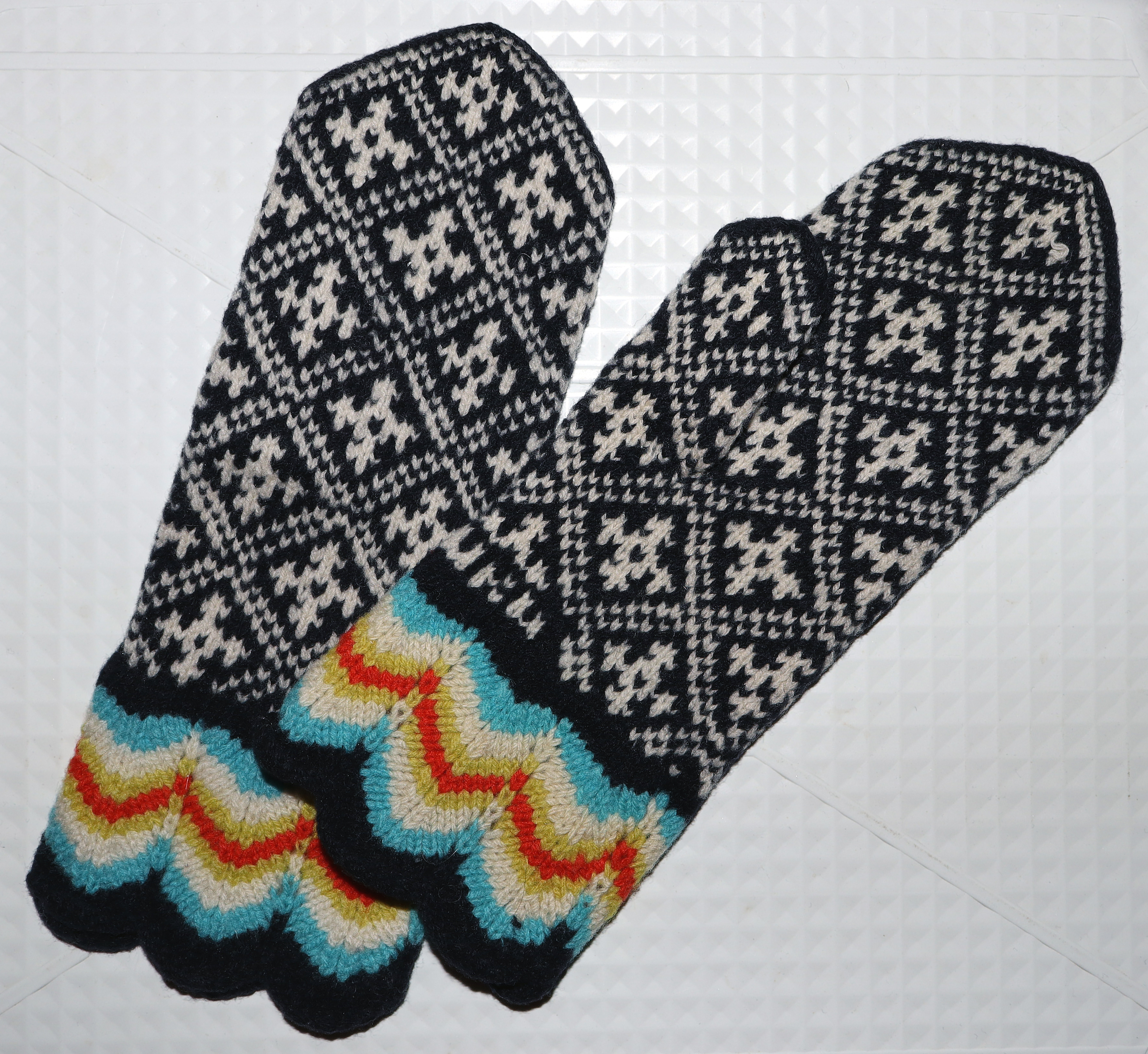
Шерстяные варежки
Традиционная мухуская вышивка на чёрной ткани
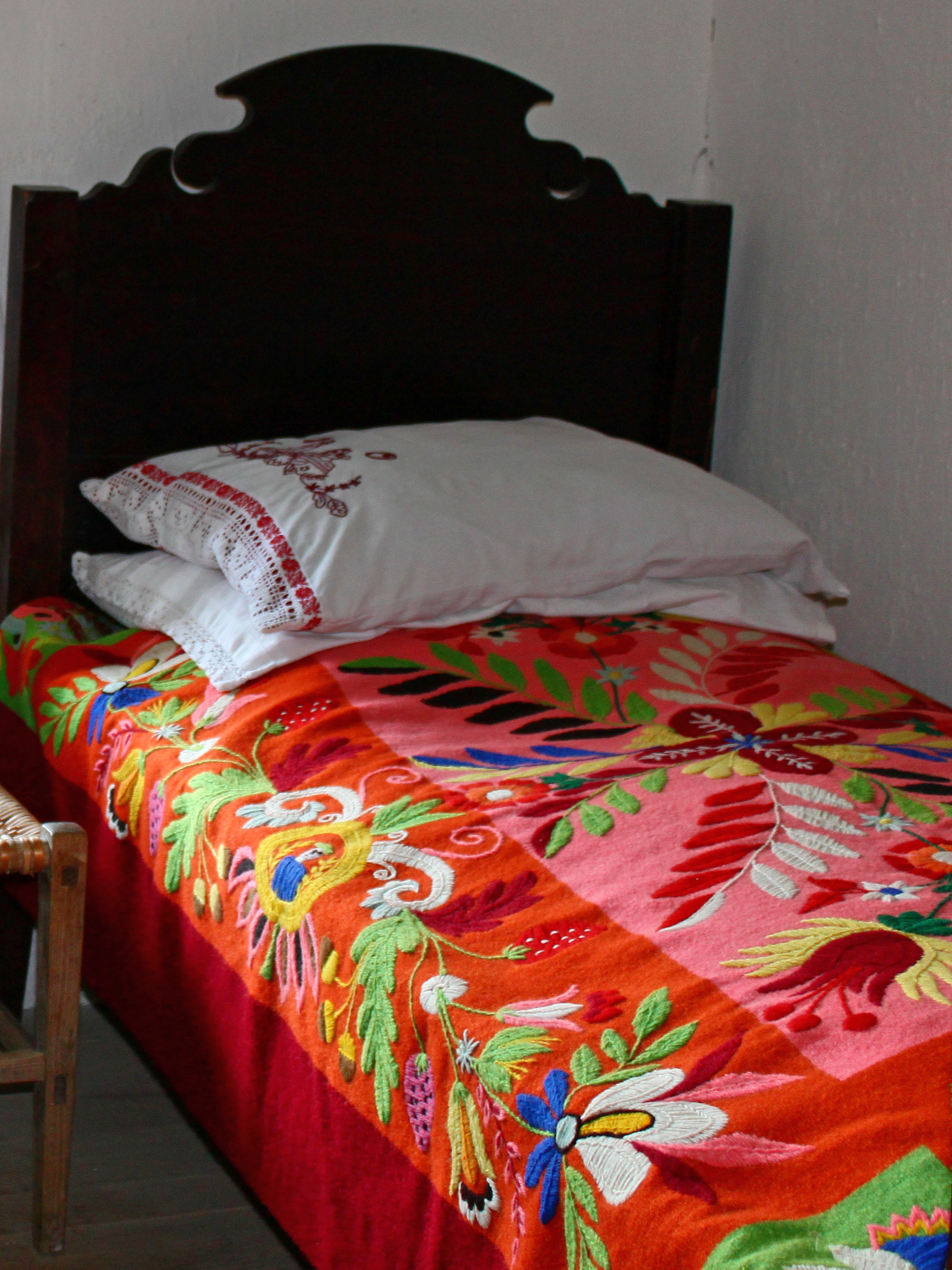
Мухуская вышивка на покрывале
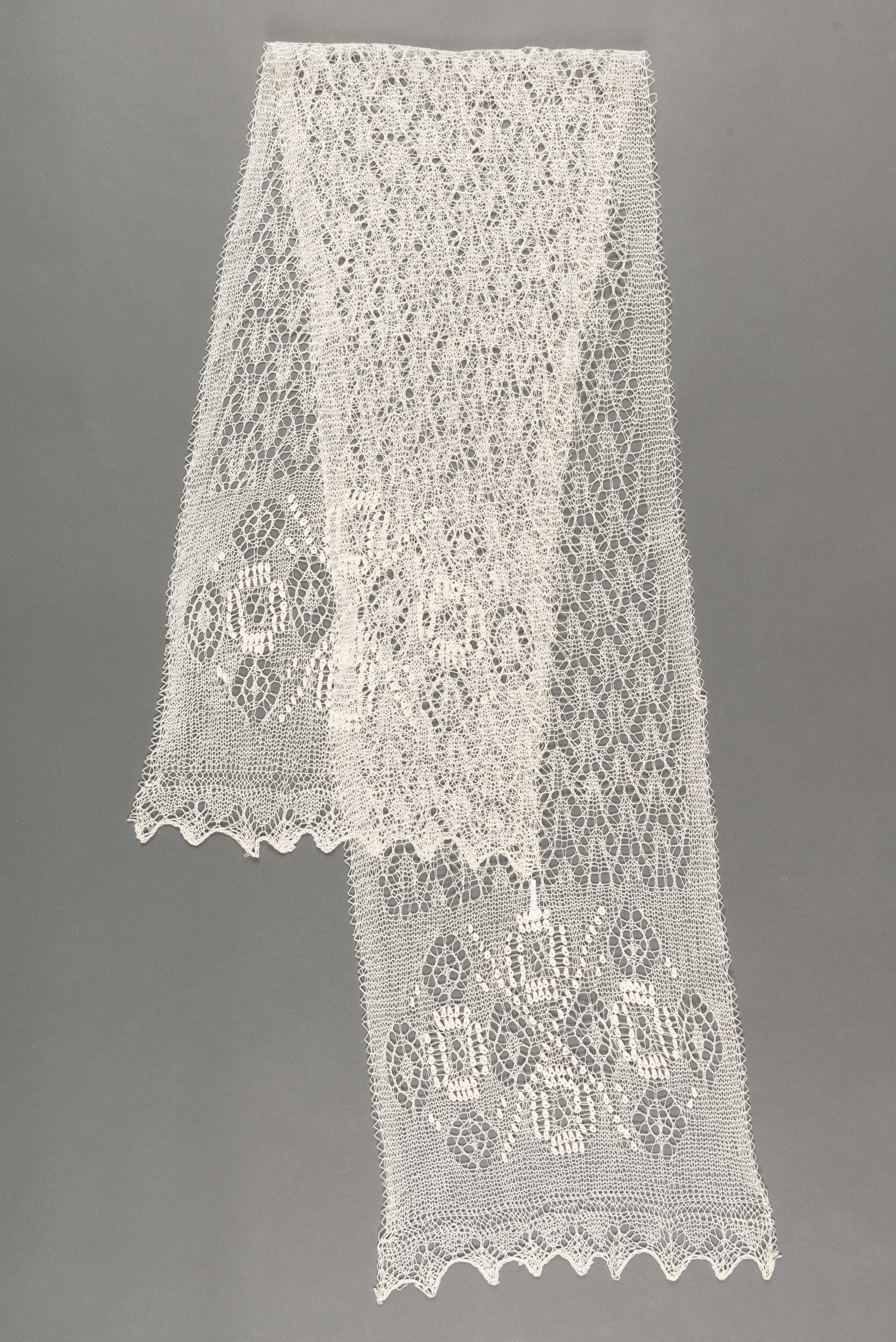
Хаапсалуская шаль
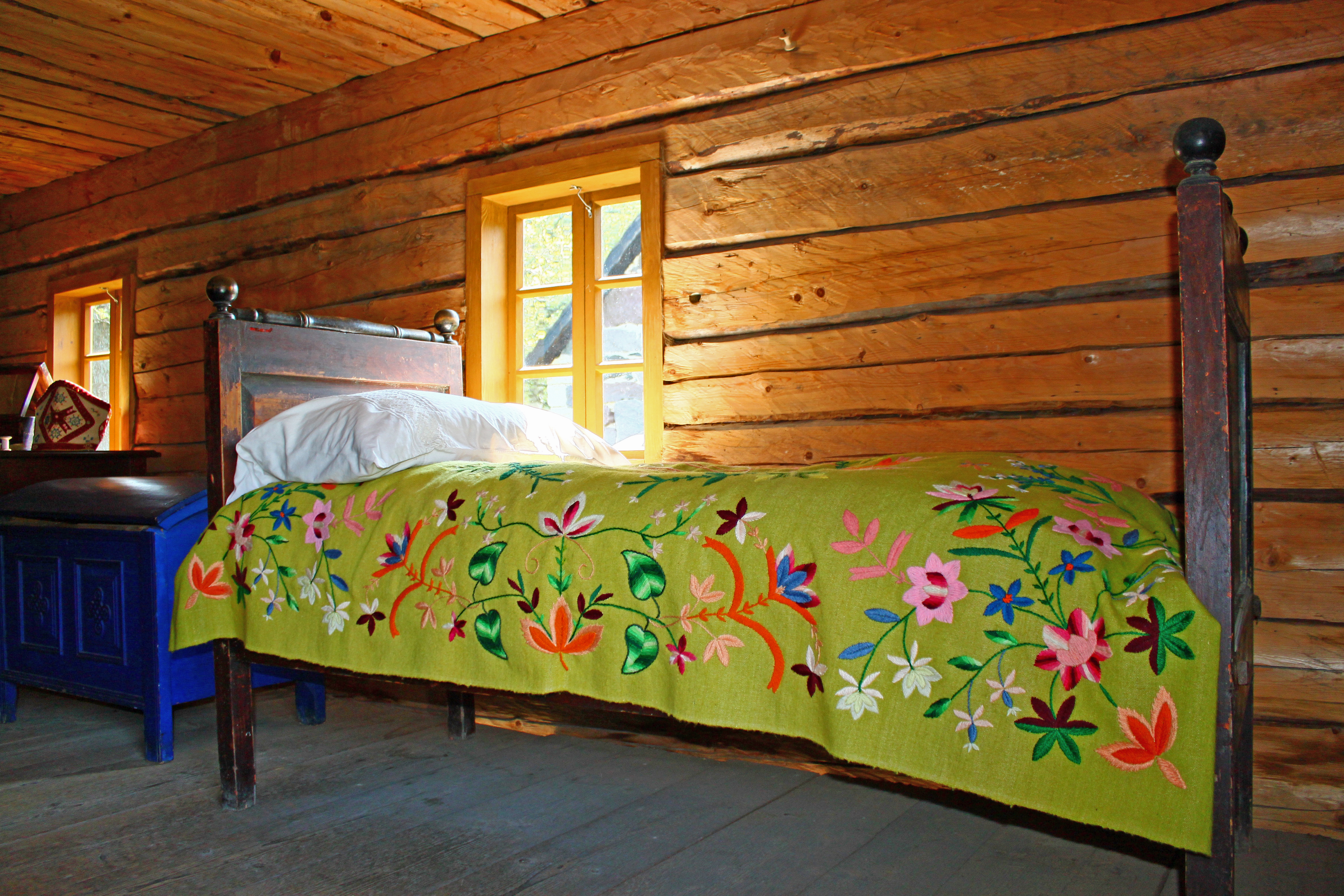
Покрывало с вышивкой
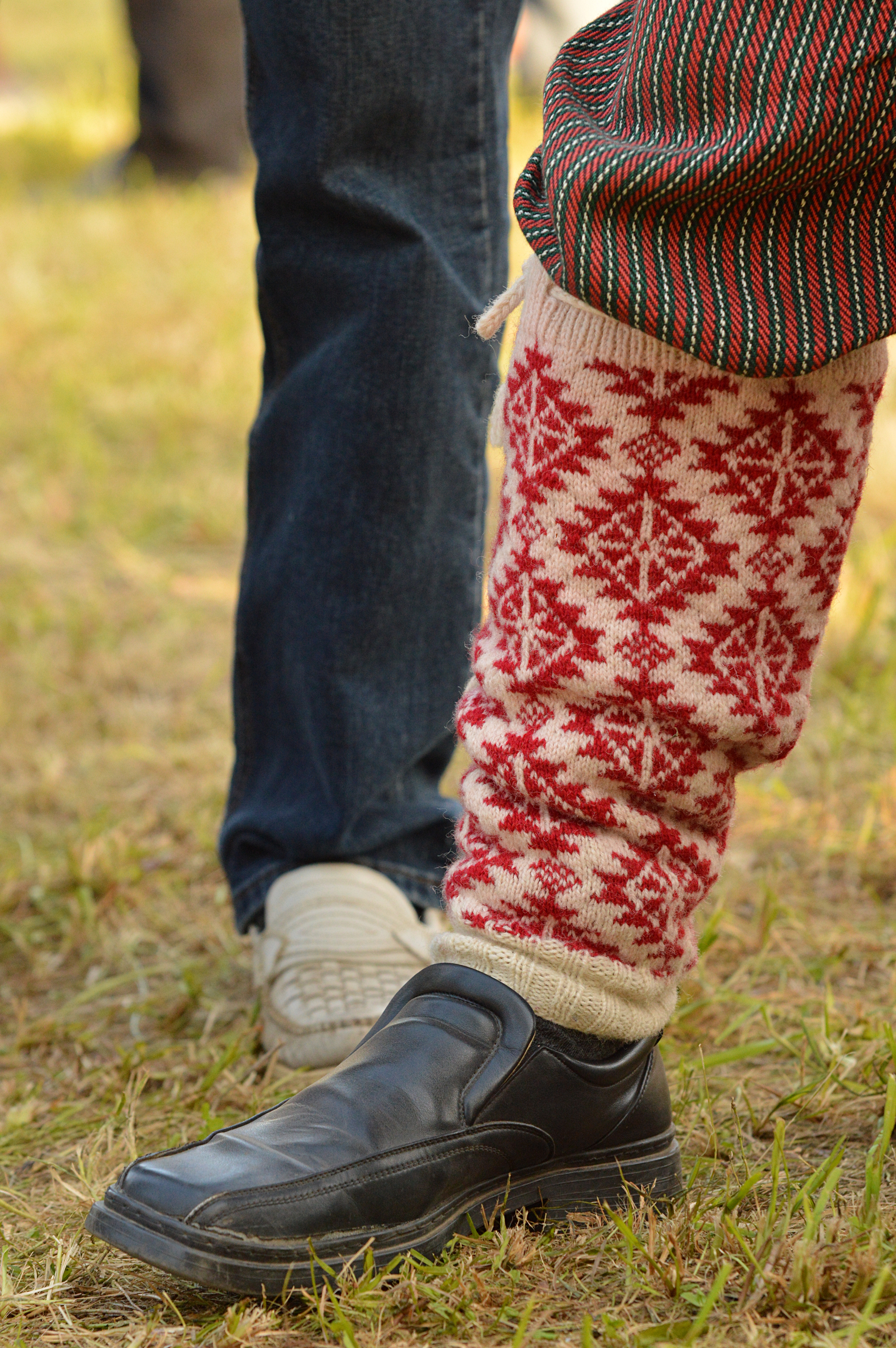
Вязаные гетры

### Ликвидация
После выхода Эстонии из состава СССР, в 1992—1994 годах действовало созданное на основе бывшего предприятия «Уку» Государственное акционерное общество «Уку» (эст. Riiklik Aktsiaselts Uku).
В 1994 году ГАО «Уку» было приватизировано инвестиционной компанией «Tagaberg», представившей единственную оферту. На основе производственных единиц бывшего «Уку» были созданы отдельные предприятия.